# Aglaoschema basale
Aglaoschema basale là một loài bọ cánh cứng trong họ Cerambycidae.